# Alta Viena
L'Alta Viena (87) (en francès Haute-Vienne i en occità Nauta Vinhana) és un departament francès situat a la regió Nova Aquitània.

## Història
L'Alta Viena és un dels vuitanta-tres departaments originals creats durant la Revolució Francesa, el 4 de març de 1790 (en aplicació de la llei del 22 de desembre de 1789). Va ser creat a partir de territoris pertanyents a l'antiga província del Llemosí.